# Río Fish (Alabama)
El Río Fish es una vía fluvial que cuenta con una longituda de 28,9 millas (46,5 km). Se ubica dentro del Condado de Baldwin, Alabama. Se origina en las coordenadas 30°44′28″N 87°47′56″O / 30.74102, -87.79888, cerca de Stapleton, y descarga en la Reserva Nacional de Investigación Estuarina de la Bahía Weeks. Fue nombrado por los colonos franceses originales como Riviere Aux Poissons, que se puede traducir al inglés como Fish River. El río atraviesa principalmente áreas rurales y es cruzado por las autopistas de la ruta 31, la interestatal 10 y la ruta 90.
La Reserva Natural de la Familia Wiese, propiedad de la Fundación Bahía Weeks, se extiende a lo largo de la parte más al norte del río y protege el hábitat a lo largo de todo el río. Entre la vida salvaje que se ve a lo largo del río Fish se encuentran las águilas calvas. Las águilas fueron aniquiladas en Alabama, pero han regresado incluyendo nidos a lo largo del río. Algunas áreas alrededor del río también se señalan como áreas de descanso para los buitres. Un pantano de plantas de jarra bordea el río Fish y cuenta con 91 especies de plantas. En el río se encuentran especies de peces de agua dulce y salada. Las especies de agua dulce se encuentran en las partes superiores del río, mientras que los peces de agua salada, como la platija, gallineta nórdica y trucha moteada, se encuentran más cerca de la Reserva de la Bahía Weeks. Ocasionalmente se encuentran camarones de pasto en el río, que se considera un cebo excelente para la pesca.
El río Fish es parte del sistema de mareas asociado con la Bahía de Mobile. Las fluctuaciones de las mareas varían entre 1 y 1,5 pies.